# Haplophyse oahuensis
Haplophyse oahuensis — вид грибів, що належить до монотипового роду Haplophyse.